# Brachycara maculata
Brachycara maculata är en tvåvingeart som först beskrevs av James 1953.  Brachycara maculata ingår i släktet Brachycara och familjen vapenflugor. Inga underarter finns listade i Catalogue of Life.